# Pedro de Urdimalas
Jesús Camacho Villaseñor (Guadalajara, 22 de julio de 1911 - Ciudad de México, 20 de diciembre de 1995), más conocido por su pseudónimo artístico Pedro de Urdimalas, fue un actor, libretista y compositor mexicano.
Pedro de Urdimalas fallece en la Ciudad de México el 20 de diciembre de 1995.

## Argumentos cinematográficos
Pedro de Urdimalas es responsable de haber participado en la elaboración de 46 argumentos cinematográficos.
Durante su carrera se abocó principalmente a la comedia basada en situaciones muy propias del contexto mexicano tanto rural como urbano. Llegó a escribir argumentos tanto para la pareja de comediantes mexicanos Viruta y Capulina como para Pedro Infante.
Al mismo tiempo logró adaptaciones muy célebres como la de El Hombre de papel, basada en una historia de Luis Spota llamada El billete.
Escribió junto con Max Aub los diálogos de la obra cinematográfica Los olvidados, dirigida por Luis Buñuel renunciando al crédito por la inconformidad sobre una escena. Luis Buñuel le reconoció el crédito en su libro Mi último suspiro.[cita requerida]

## Composiciones
Entre sus composiciones más conocidas se encuentran Amorcito corazón, utilizada para la película Nosotros los pobres, y la famosa copla con la que Pedro Infante y Jorge Negrete pelean en un duelo cantado en la película Dos tipos de cuidado, Mi cariñito, maldita sea mi suerte.[cita requerida]
Si bien el nombre de Pedro de Urdimalas se ha disuelto a través del tiempo, su legado permanece indeleble en la conciencia colectiva mexicana a través de su invaluable aportación al cine mexicano y la cultura de México.[cita requerida]
Escribió argumentos cinematográficos como Los tres García, Nosotros los pobres, Ustedes los ricos, Los tres huastecos, ¿Qué te ha dado esa mujer? y A.T.M. A toda máquina!.[cita requerida]

## Filmografía

### Cine
- Nosotros los pobres (1948)
- Ruletero a toda marcha (1962)